# Drosophila paucipuncta
Drosophila paucipuncta este o specie de muște din genul Drosophila, familia Drosophilidae, descrisă de Grimshaw în anul 1901. Conform Catalogue of Life specia Drosophila paucipuncta nu are subspecii cunoscute.